# ににんはとり
『ににんはとり』は、六多いくみによる日本の漫画作品。

## あらすじ
羽鳥日和子は32歳の専業主婦。夫の空彦とは結婚して10年経つが、いまだに夫婦仲は良好で平凡ながらも幸せな日々を過ごしていた。
しかし、10年目を迎える結婚記念日の日に帰宅してきた空彦から「会社を辞めてきた」と突然聞かされる。日和子は驚くも、「真面目な空彦の事だから、きっと次の仕事のアテがある」と勝手に解釈していたが、当の空彦は転職活動をする様子はなく、自宅で趣味のプラモデル作りやゲームをしたり、夕飯の支度をしたかと思えば、高級スーパーで高額な買い物をしてくるなど、経済観念が疎く、生活能力の低い空彦の行動に危機感を持った日和子は働きに出る事を決意し、人材派遣会社に登録するが、特別なキャリアや資格のない彼女に仕事は紹介してもらえず落胆する。
そんなある日、近所のスーパー「こっこマート」に来店した日和子はパート募集の張り紙を見つけて面接を受けることになり、紆余曲折を経て「こっこマート」の従業員に採用される。

## 登場人物

### 羽鳥家
羽鳥日和子
主人公。32歳。「本音と建前」が苦手でマイペースな面があり、大学4年時の就職活動に苦戦していた際に相談相手になってくれていた空彦からプロポーズされ、大学卒業後すぐに結婚。結婚後は専業主婦として平凡ながらも幸せに暮らしていたが、空彦が突如会社を退職したことから、近所のスーパー「こっこマート」でパートを始める。こっこマートの惣菜「いも串」が好物。
羽鳥空彦
日和子の夫。日和子とは大学の同級生で、大学4年時に日和子が就職活動に苦戦していた際に彼女の相談に乗っているうちに急接近し、大学卒業と同時に結婚したが、10年目の結婚記念日に突然会社を辞めてしまう。
優しい性格で良き夫だが、少々経済観念が疎い面がある。

### こっこマート関係者
店長
パート面接に来た日和子を採用した。
渡辺
「こっこマート」のベテランパート。
鶴井
「こっこマート」のパート。30歳の既婚者で、夫と義母と娘と暮らしている。日和子とは歳も近いことから当初は良好な関係を築いていたが、夫や義母との不和に悩む自身とは違い、家族関係が良好な日和子への嫉妬心などから嫌がらせをするなど友人関係が悪化してしまう。

### その他
朱雄（あけお）
日和子の中学時代からの友人で、スナック「朱鳥」のママ。店での源氏名は「アケミ」で女装している。本名からもわかるように、戸籍上は男性で、スナックを開く以前はサラリーマンをしており、一般的な男性として生活していた。
マイペースな面のある日和子に厳しい事も言うが、彼女の最大の理解者で良き相談相手。
日和子の母
日和子＆空彦夫妻とは別に暮らしているが、頻繁に彼らの家にやってくる。料理が得意で、「こっこマート」のウインナーを使用したオープンオムレツを考案し、日和子に教える、